# Nimruz (Verwaltungsbezirk)
Nimruz (persisch شهرستان نیمروز) ist ein Schahrestan in der Provinz Sistan und Belutschistan im Iran. Er enthält die Stadt Adimi, welche die Hauptstadt des Verwaltungsbezirks ist. Der Bezirk grenzt im Norden an Afghanistan.

## Demografie
Bei der Volkszählung 2016 betrug die Einwohnerzahl des Schahrestan 48.471. Die Alphabetisierung lag bei 81 Prozent der Bevölkerung. Knapp 8 Prozent der Bevölkerung lebten in urbanen Regionen.
| Zensusjahr | Einwohnerzahl |
| ---------- | ------------- |
| 2011       | 45.466        |
| 2016       | 48.471        |